# Östra Ånnabosjön
Östra Ånnabosjön är en sjö i Örebro kommun i Närke och ingår i Norrströms huvudavrinningsområde. Sjön har en area på 0,025 kvadratkilometer och ligger 206,2 meter över havet.

## Delavrinningsområde
Östra Ånnabosjön ingår i det delavrinningsområde (658136-145260) som SMHI kallar för Mynnar i Tysslingen. Medelhöjden är 150 meter över havet och ytan är 39,84 kvadratkilometer. Det finns inga avrinningsområden uppströms utan avrinningsområdet är högsta punkten. Frösvidalsån som avvattnar avrinningsområdet har biflödesordning 3, vilket innebär att vattnet flödar genom totalt 3 vattendrag innan det når havet efter 232 kilometer. Avrinningsområdet består mestadels av skog (72 procent) och jordbruk (17 procent). Avrinningsområdet har 0,85 kvadratkilometer vattenytor vilket ger det en sjöprocent på 2,1 procent.